# Fuerte Santa Rita
El Fuerte Santa Rita fue una fortificación novohispana en Santa Rita, estado Nuevo México, Estados Unidos. 

## Historia
Fue construido en 1804 para la defensa de la mina de cobre El Chino de Santa Rita (condado de Grant), en Nuevo México. Fue construido por un civil, Manuel Elguea. Sufrió constantes ataques de los apaches y en 1838, en la etapa Mexicana, es abandonado. Siendo el territorio cedido a los EE. UU. en 1848 por el tratado de Guadalupe Hidalgo. En 1851 la Comisión de Fronteras de los Estados Unidos ocupa el fuerte y lo llama Acantonamiento Dawson. En 1852 es ocupado por el ejército de Estados Unidos que lo llamará Puesto de las Minas de Gila Copper o Fuerte Webster.

## Estructura
Tenía forma triangular y tres torres.